# Георги Константинов (критик)
Вижте пояснителната страница за други личности с името Георги Константинов.
Георги Константинов Гогов, подписвал се като Георги Константинов, е български литературен историк и критик, писател, журналист и библиограф.

## Дейност
През 1920 г. завършва гимназия в родния си град. А през 1926 г. славянска филология в Софийския университет „Св. Кл. Охридски“, където негови преподаватели са Михаил Арнаудов, Йордан Иванов, Александър Теодоров-Балан, Любомир Милетич, Стефан Младенов, Боян Пенев, Стоян Романски, Беньо Цонев. От 1923 до 1934 работи е редакцията на в-к „Радикал“. Сътрудничи на в-к „Заря“ с журналистически материали. Литературна критика печата за пръв път през 1922 в списание „Чернозем“. Активно сътрудничи и на: сп. „Българска мисъл“, сп. „Златорог“.
Издава своя авторска „История на българската литература“, обхващаща всички периоди на нейното развитие до 1943/47 година. Този фундаментален негов труд се нарежда до представителните авторски истории на: Александър Теодоров-Балан, Йордан Маринополски, Иван Радославов, Минко Николов, Боян Пенев – преди 1944 г., след този период подобни трудове имат: Светлозар Игов, Милена Кирова, Иван Сарандев и Пантелей Зарев. В неговата многотомна История се отделя място и за писателките-жени в българската литература, които за дълъг период от време остават споменати само там.
Константинов е повлиян е от акад. Михаил Арнаудов на когото посвещава първата си книга, свързана с историческото развитие на родната ни литература.
Трудовете му са около 40 тома от публикуваните, има останали в ръкопис. Баща е на проф. Елка Константинова (1932 – 2023) и на доц. Божанка Константинова (р. 1941). Негов внук е писателят Георги Тенев (1969).
Член е на Съюза на българските писатели. Редактор е на над 80 книги в издателство „Народна младеж“ (1954 – 1963). Оставя ценни мемоарни книги – „Моето поколение в литературата“ и „Николай Лилиев. Едно необикновено приятелство“. Стилистиката на последните се доближава до образцовата творба в този жанр: „Път през годините“ на Константин Константинов. Бил е за кратко ограничаван в своята дейност непосредствено след 1944 година.
Константинов се утвърждава като един от най-авторитетните и значими историци на българската литература. Неговите книги са ценен принос в тази посока. Майстор е на литературно-критическия очерк и е добър есеист. Има особен принос за развитието на детската литература в България. Превежда от руски език над 20 романа и повести, сред които „Обломов“ на Иван Гончаров.

## Съчинения
- 1922 – „Емануил Попдимитров“;
- 1928 – „Лев Толстой и България“;
- 1933 – „Българската литература след войната“ (посветена на акад. Михаил Арнаудов);
- 1936/49 - „Любен Каравелов. Живот, творчество, идеи“;
- 1937 – „Васил Друмев. Живот и творчество“;
- 1938 – „Вук Караджич и Любен Каравелов“;
- 1939 – „Г. С. Раковски и българската революционна идеология“;
- 1941 – „Душата на Македония“, второ издание през 1993 г.;
- 1941/47 – „Творци на българската литература“;
- 1942/46 – „Стара българска литература“;
- 1943 – „Възраждането и Македония“;
- 1942 – „Нова българска литература. т.1 до освобождението“;
- 1943/47 – „Нова българска литература. т.2. след Освобождението“;
- 1944 – „Революционната романтика в Българското възраждане“;
- 1946 – „Алеко Константинов“;
- 1950 – „Иван Вазов. Велик реалист и патриот“;
- 1952 – „Захарий Стоянов“;
- 1956/62 – „Писатели реалисти в 3 части“;
- 1958 – „Български писатели – творци на литература за деца и юноши“ (по-късно доц. Б. Константинова преиздава книгата през 1996 като актуализира данните);
- 1960 – „Т. Г. Влайков“;
- 1961 – „Пенчо Славейков“; 1962 – „Братя Миладинови“;
- 1963 – „Апостолът Левски“; „Априлци“;
- 1963 – „Николай Лилиев. Човекът. Поетът“;
- 1967 – „Едно необикновено приятелство“;
- 1971 – „Николай Лилиев сред своите приятели“;
- 1966 – „Георги Караславов“;
- 1969 – „Емил Коралов“; 1968/70 – „Моето поколение в литературата“ (1 и 2 част);
- 1972 – „Книга за Георги Караславов“ (в съавторство с Елка Константинова).[3]

Пълна библиография на Георги Константинов е изготвена от Института за литература.